# Класни непријатељ (представа)
Класни непријатељ је позоришна представа коју је режирао Предраг Стојменовић према комаду Најџела Вилијамса. Музику за представу је писао Марчело.
Премијерно приказивање било је 31. октобра 2013. у омладинском позоришту ДАДОВ.
Представа је приказана и на фестивалу Јувентфест у Сарајеву.

## Радња
Представа прати интеракцију неколико ученика у учионици. Они су пуни беса, страха, осећају се изгубљено и у налазе се у међусобном конфликту.

## Улоге
| Лица | Глумци                |
| ---- | --------------------- |
|      | Нина Срдић Хаџи-Нешић |
|      | Душан Блажовић        |
|      | Глигорије Маринковић  |
|      | Андрија Ражнатовић    |
|      | Биљана Тодоровић      |
|      | Маја Милић            |
|      | Славица Трифуновић    |